# A Rainha Branca
A Rainha Branca (The White Queen no original) é um romance da escritora britânica Philippa Gregory , lançado em 2009 pela Civilização Editora.

## Enredo
A história do primeiro volume da trilogia desenrola-se em plena Guerra das Rosas, agitada por tumultos e intrigas. A Rainha Branca trata a vida de Isabel Woodville, a história de uma plebeia que ascende à realeza servindo-se de sua beleza, uma mulher que revela estar à altura das exigências da sua posição social e que luta tenazmente pelo sucesso da sua família, uma mulher cujos dois filhos estarão no centro de um mistério que há séculos intriga os historiadores: o desaparecimento dos dois príncipes, filhos de Eduardo IV, na Torre.